# Puente de María Cristina
El puente de María Cristina es un puente sobre el río Urumea a su paso por la ciudad de San Sebastián, en Guipúzcoa (España).
En los años ochenta del siglo XX, ante su deterioro, el Ayuntamiento encargó su rehabilitación. Su estructura fue modificada para lograr tablero de sección celular; sin embargó se respetó su decoración, manteniendo así su apariencia.

## Construcción

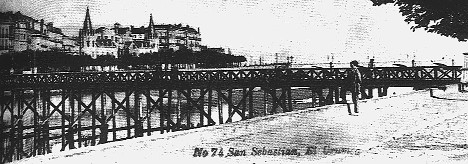
Puente de María Cristina en 1893.

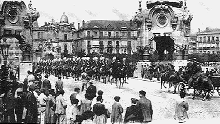
Recibimiento real, 20 de enero de 1905.

En 1893 se construyó una pasarela provisional de madera que permitiera el acceso directo desde el centro de la ciudad a la estación del Norte, la plaza de toros y el velódromo. El 19 de enero de 1905, día anterior a la inauguración del nuevo puente, se suspendió la circulación por el viejo puente de madera para su destrucción posterior.
El diseño es de José Eugenio Ribera, que contó con la colaboración del arquitecto Julio Martínez-Zapata. Fue construido en hormigón armado, que constituía una novedad para la época, con tres arcos de 24 metros de luz, con 20 metros de ancho y 88 de largo.
En el puente destacan los cuatro obeliscos monumentales, ubicados en sus extremos, copia de los del puente Alejandro III, de París, con 18 metros de altura, coronados por grupos escultóricos. Las figuras ecuestres que coronan los obeliscos fueron realizadas por el escultor madrileño Ángel García Díaz.

## Inauguración

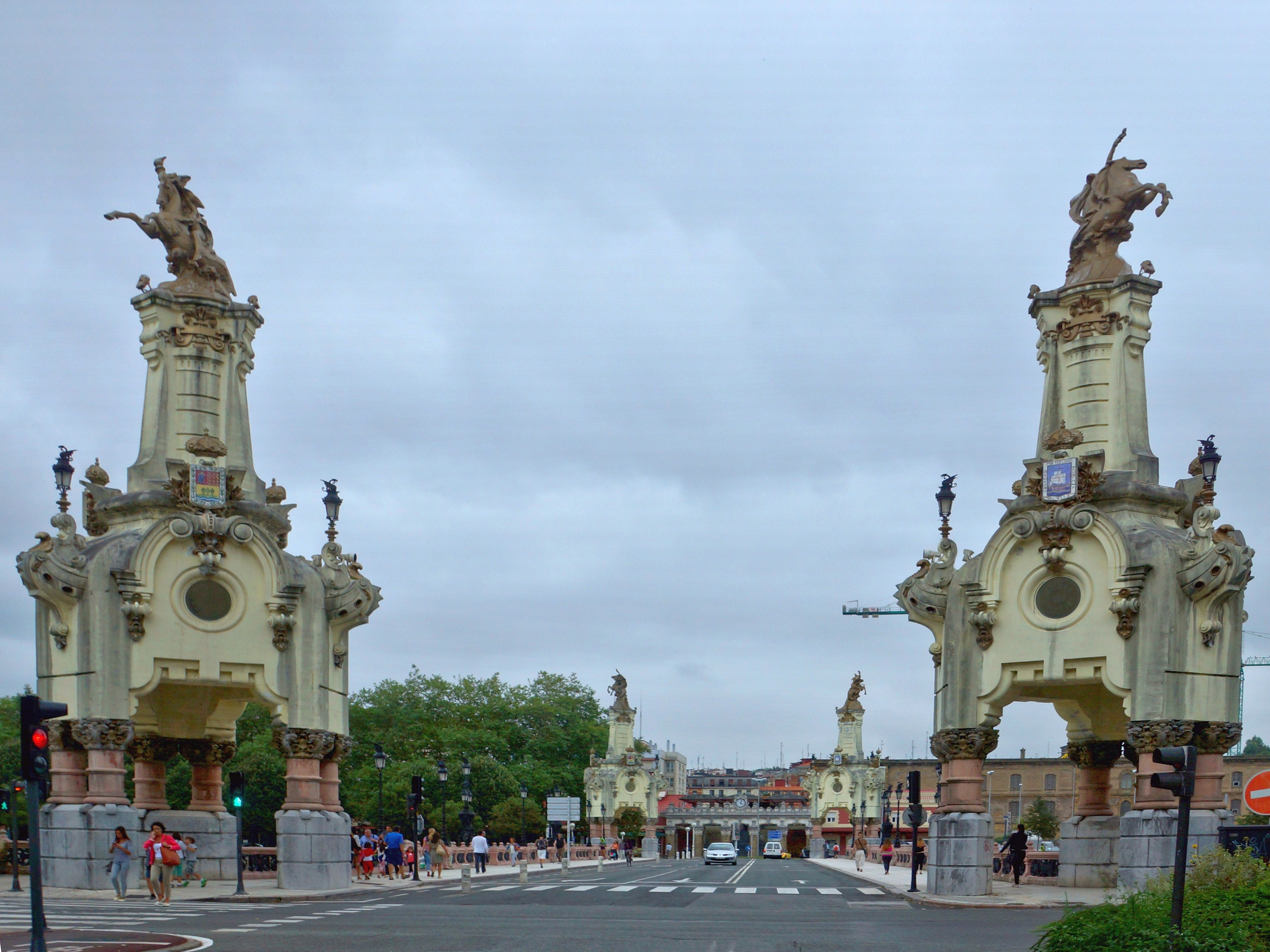
Pilones en la cabeza del puente.

El puente definitivo fue inaugurado el 20 de enero de 1905, festividad de San Sebastián. Se le dio el nombre de María Cristina en honor a la reina consorte de España María Cristina de Habsburgo-Lorena que veraneaba en la ciudad.
En la invitación se señalaba: «Tengo el honor de invitar a V... al solemne acto de la inauguración del Puente María Cristina que se celebrará el día 20 del corriente, a las 3 de la tarde y al té que a continuación de la indicada ceremonia tendrá lugar en la Casa Consistorial. San Sebastián, 15 de enero de 1905. El Alcalde Presidente del Excelentísimo Ayuntamiento. De levita o uniforme.»
La Caja de Ahorros Municipal había costeado la construcción del puente con un crédito a cien años sin interés. Los señores Ribera y Zapata habían sido los autores del proyecto y Marcelo Sarasola y José de Goicoa, ingeniero y arquitecto municipal, respectivamente. 
La inauguración fue motivo de una gran celebración. A las tres de la tarde comenzó con la actuación de la banda de música La Unión. Después tocaron las bandas de música de dos compañías de infantería. Luego entró la banda de música del Ayuntamiento con toda la corporación, prensa, etc., que había partido de la calle Pescadería y durante todo el recorrido estaban los balcones engalanados. En caso de mal tiempo se había previsto hacer el trayecto en un servicio especial de tranvías.
En las calles cercanas había numeroso público. Y un repique de campanas anunciaba la llegada de las autoridades religiosas. Más tarde el Orfeón Donostiarra y el coro de la Academia Municipal de Música formado por 110 niños cantaron un himno compuesto para esta ocasión por el maestro Santesteban.
A las seis y media de la tarde, casi todo el vecindario se había congregado en las inmediaciones de la estación del Norte para presenciar los fuegos artificiales y el toro de fuego programados. San Sebastián llevaba tres años sin fiestas populares como protesta por la prohibición del Ayuntamiento de celebrar sokamuturras, por estimar que este festejo "era más propio de un pueblo pequeño que de una gran capital", y así aquel 14 de enero de 1902 había prendido la indignación entre la gente joven que había mostrado su enfado apedreando farolas, escaparates, centros oficiales y redacciones de periódicos. Por eso este día se tomaron medidas policiales para evitar disturbios. Junto al toro iban unos diez serenos con los bastones preparados y a unos metros caminaban otros tantos serenos, lo que provocó la protesta ruidosa del vecindario. Y así fue como acabó este día de inauguración.

## Galería

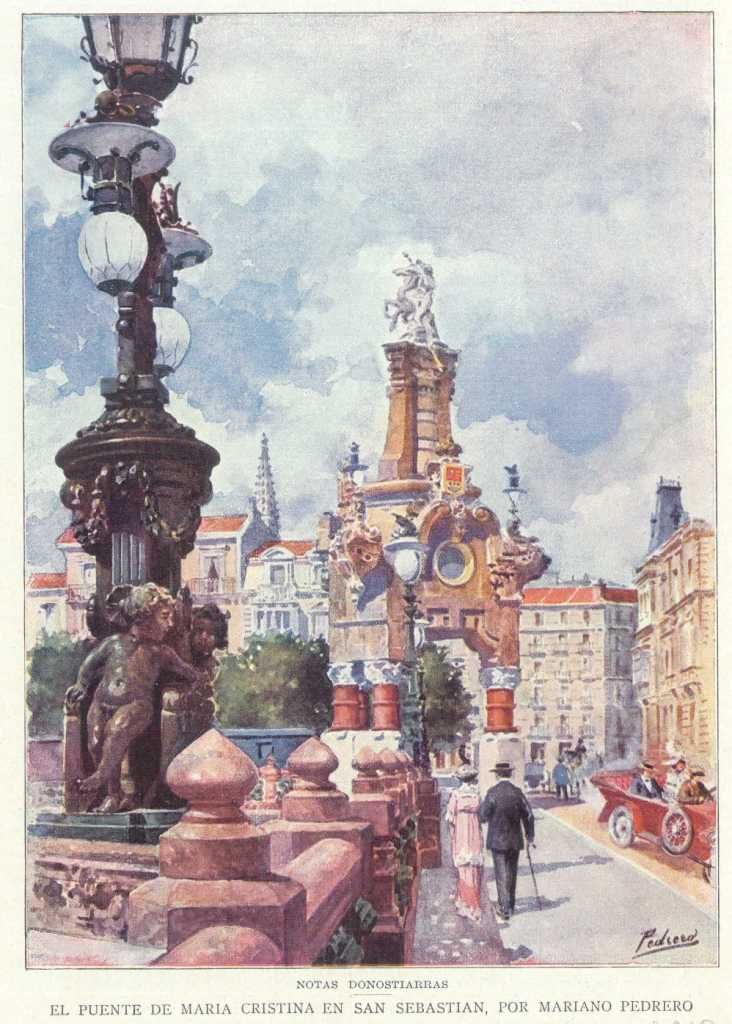
Puente de Mª Cristina San Sebastían, Blanco y Negro, 12.10.1913